# Turbinelloidea
Turbinelloidea Rafinesque, 1815 è una superfamiglia di molluschi gasteropodi della sottoclasse Caenogastropoda.

## Tassonomia

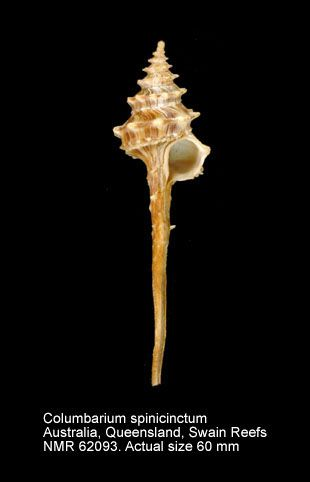
Columbarium spinicinctum (Columbariidae)

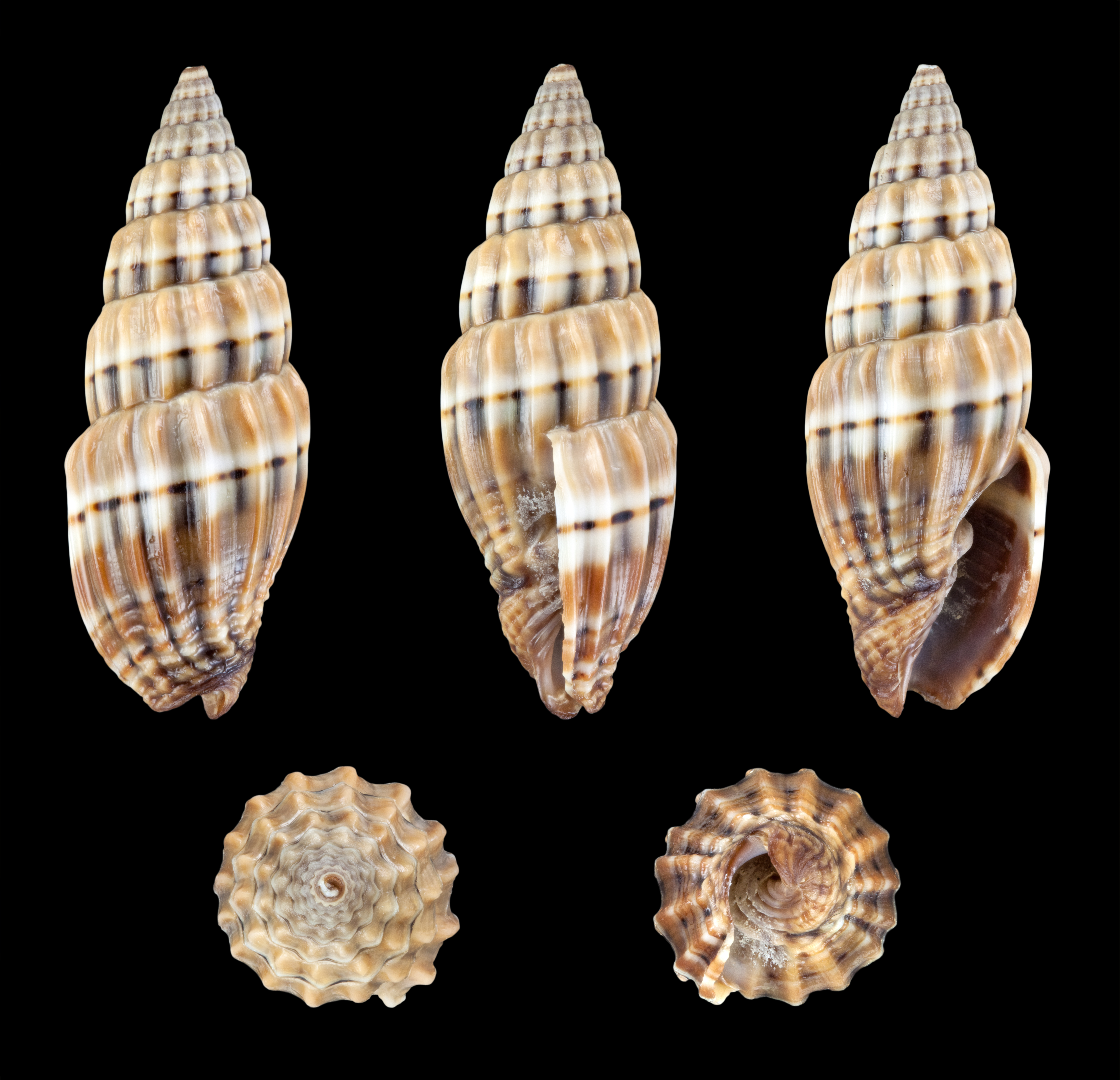
Vexillum semifasciatum (Costellariidae)

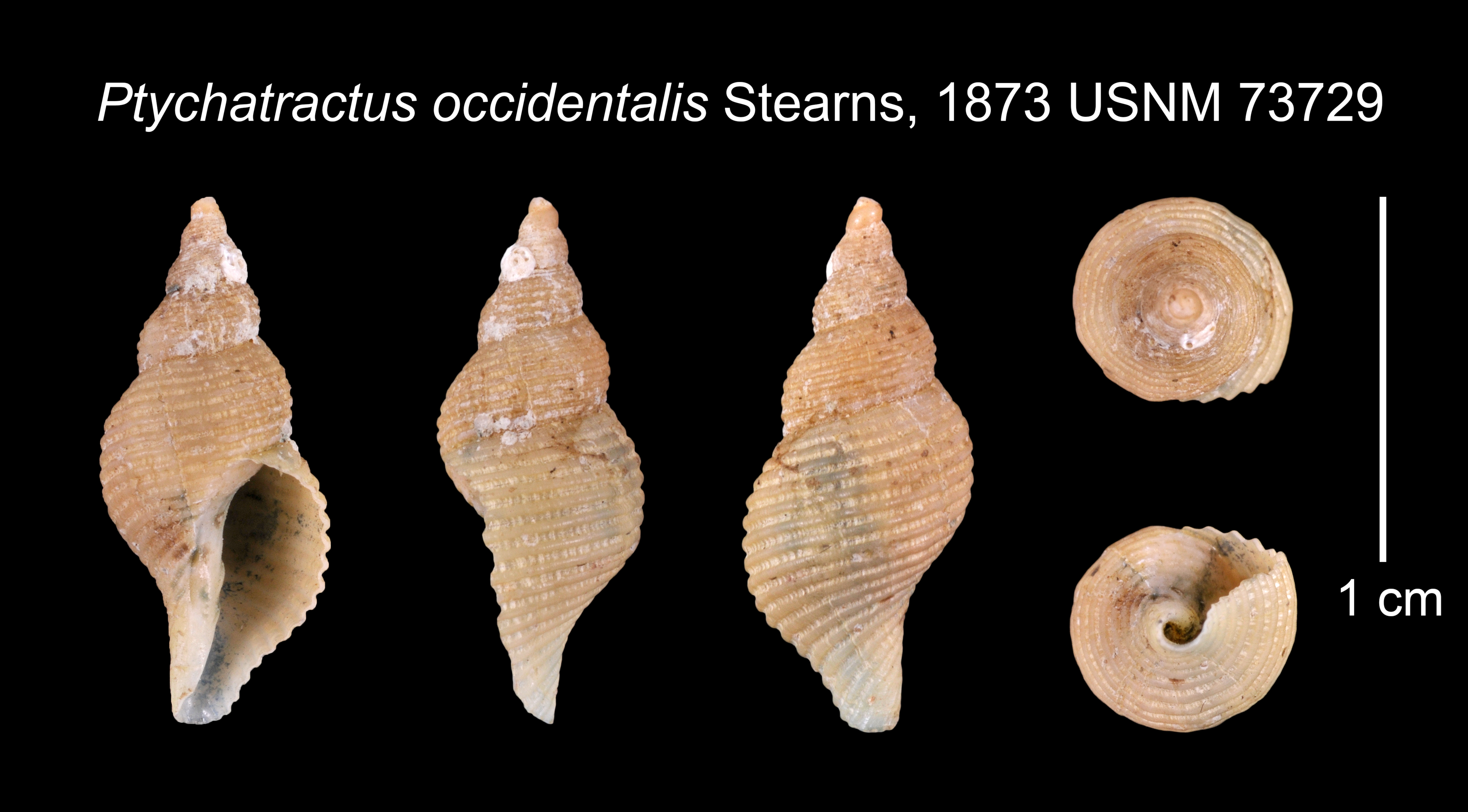
Ptychatractus occidentalis (Ptychatractidae)

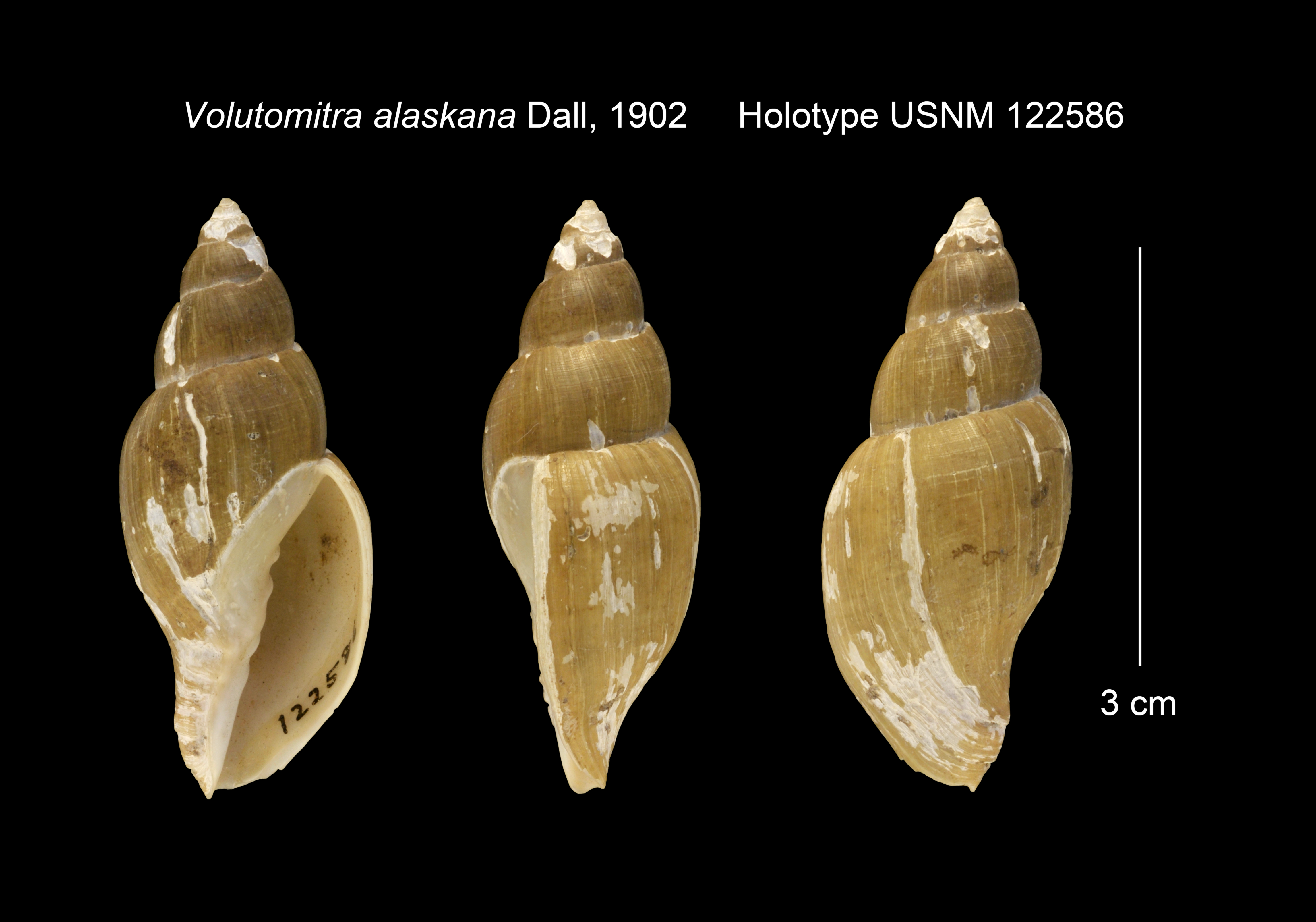
Volutomitra alaskana (Volutomitridae)

La storia della tassonomia di questo gruppo è piuttosto singolare. Nel 2015 uno studio sulla filogenesi molecolare di Fedosov ed altri ha recuperato diversi cladi in Neogastropoda a cui è stato assegnato il rango di superfamiglia. In particolare il clade denominato "Clade A", comprende le famiglie Costellariidae, Turbinellidae (Columbariinae), Turbinellidae (Vasinae), Volutomitridae e Ptychatractidae. Sebbene il genere Turbinella non sia stato incluso nello studio e analisi, per questo clade venne utilizzato il nome Turbinelloidea in quanto questo è il nome di gruppo familiare più antico fra quelli inclusi nel clade.
La superfamiglia contiene pertanto le seguenti famiglie:
- Famiglia Columbariidae Tomlin, 1928
- Famiglia Costellariidae MacDonald, 1860
- Famiglia Ptychatractidae Stimpson, 1865
- Famiglia Turbinellidae Swainson, 1835
- Famiglia Volutomitridae Gray, 1854